# Onyx (software)
Onyx es un programa freeware que permite realizar diversas tareas de mantenimiento del sistema operativo Mac OS X como por ejemplo limpiar, optimizar o borrar archivos que pueden afectar el rendimiento de la computadora. Funciona con los procesadores PowerPC e Intel.

Fue creado en 2003 por Joël Barrière usando Xcode, un entorno de desarrollo de software para Apple (Cocoa + AppleScript Studio + Objective-C).